# Eparquía de Garin de los armenios
La eparquía de Garin de los armenios o de Erzerum (en latín: Eparchia Erzerumiensis Armenorum) fue una circunscripción eclesiástica de la Iglesia católica en Turquía. Se trataba de una eparquía armenia inmediatamente sujeta al patriarcado de Cilicia de los armenios. Fue suprimida en 1972 y a la vez restaurada como archieparquía titular. Desde su erección es sede vacante.

## Territorio y organización
La eparquía extendía su jurisdicción sobre los fieles católicos de rito armenio residentes en el vilayato de Erzurum en el Imperio otomano, que comprendía los distritos de Erzurum, Bayburt y Erzincan. La conferencia armenia de Roma de 1867 dispuso que su jurisdicción fuera Passene y Moxoene. La eparquía estaba dentro del territorio propio del patriarcado de Cilicia de los armenios.
La sede de la eparquía se encontraba en la ciudad de Erzerum (antiguamente también llamada Garin o Karin).

## Historia
Erzurum mientras formó parte del Reino de Armenia recibió el nombre de Garin. En 301 el cristianismo se convirtió en la religión oficial del reino, que en 302 tuvo al primer catolicós de Armenia. En 387 pasó a dominio del Imperio bizantino, que la renombró Teodosiópolis en Armenia. Teodosiópolis fue una diócesis sufragánea de la arquidiócesis de Comachus. La Notitiae Episcopatuum dice que en el siglo VII y principios del  fue sufragánea de la arquidiócesis de Cesarea en Capadocia, dependiente del patriarcado de Constantinopla. En 593 un concilio regional de obispos armenios occidentales se reunió en Teodosiópolis y proclamó lealtad a la definición cristológica del Concilio de Calcedonia, eligiendo a Yovhannes o Hovhannes de Bagaran como nuevo catolicós de los armenios calcedonios.
En 700/701 fue conquistada por los árabes musulmanes. En 931 y nuevamente en 949, las fuerzas bizantinas recapturaron la ciudad. En 1071 fue ocupada por la dinastía selyúcida y después de muchos cambios de mano pasó al Imperio otomano en 1514. Eso permitió que la Iglesia apostólica armenia pudiera restablecerse en la ciudad, ya que los ortodoxos no permitían la existencia de esa Iglesia en su territorio.
En 1461 el obispo armenio de Prusa, Hovagim I, fue trasladado por el sultán a Constantinopla y convertido en el primer patriarca del patriarcado armenio de Constantinopla. El patriarca fue reconocido por el Gobierno otomano como el líder de la Ermeni millet, jefe civil y responsable de todos los armenios cristianos, incluyendo a católicos y protestantes, de la misma forma que lo era el patriarca griego sobre los ortodoxos y católicos bizantinos.
Luego de la represión contra los católicos armenios a consecuencia de la guerra de independencia de Grecia el papa León XII obtuvo a través de los Gobiernos de Francia y de Austria el firman del sultán de 6 de enero de 1830 que puso fin a las medidas represivas, permitiendo que obispos y clérigos se instalaran en sus diócesis. La archieparquía de Constantinopla fue erigida como sede primacial el 6 de julio de 1830 por el papa Pío VIII, reemplazando al vicariato ritual armenio existente en el vicariato apostólico de Constantinopla. Antoine Nouridjan fue designado archieparca primado con jurisdicción sobre los territorios del Imperio otomano en donde los armenios hasta entonces dependían del vicariato apostólico latino de Constantinopla. En Trapezus fue establecido un vicariato foráneo de la sede primacial.
El 30 de abril de 1850, mediante la bula Universi Dominici gregis, el papa Pío IX concedió al archieparca Antonio Hassun la erección de 5 eparquías sufragáneas en el Imperio otomano, una de las cuales era Garin. 
El 9 de mayo de 1865 cedió una parte de su territorio para la erección de la eparquía de Kharput. 
El 12 de julio de 1867 el papa Pío IX mediante la carta apostólica Reversurus trasladó la sede del patriarcado a Estambul, por lo que la eparquía de Garin pasó bajo la jurisdicción directa del patriarcado de Cilicia de los armenios.
El 10 de julio de 1883 cedió una porción adicional de territorio para la erección de la eparquía de Muş.
En 1890 se reportaron alrededor de 10 000 armenios católicos, confiados al cuidado del obispo y 18 sacerdotes armenios, con cerca de 30 parroquias, 27 iglesias y 49 capillas.
En 1898 la Congregación de Propaganda Fide informaba que la eparquía tenía 10 000 fieles, con 30 parroquias, 26 iglesias, 40 capillas, 25 estaciones primarias y 5 secundarias y 46 sacerdotes (uno de ellos mequitarista vienés). Había un seminario para clérigos en Erzerum y 19 escuelas católicas (17 para niños con 700 alumnos y 2 para niñas 200 alumnas). Existía nosocomio. Las monjas de la Inmaculada Concepción eran 6 dedicadas a la educación de niñas.
Debido al genocidio armenio de principios del siglo XX, la eparquía, como todas las diócesis armenias turcas, perdió la mayor parte de su población. El último obispo residente fue Giuseppe Melchisedekian.

### Sede titular
Una sede titular católica es una diócesis que ha cesado de tener un territorio definido bajo el gobierno de un obispo y que hoy existe únicamente en su título. Continúa siendo asignada a un obispo, quien no es un obispo diocesano ordinario, pues no tiene ninguna jurisdicción sobre el territorio de la diócesis, sino que es un oficial de la Santa Sede, un obispo auxiliar, o la cabeza de una jurisdicción que es equivalente a una diócesis bajo el derecho canónico.
En 1972 todas las eparquías armenias vacantes en Turquía (mencionadas en el Anuario Pontificio como vacantes, impedidas y dispersas) fueron suprimidas y recategorizadas como sedes titulares, por lo que la archieparquía de Constantinopla abarcó desde entonces de iure todo el territorio de Turquía.
La eparquía titular de Garin de los armenios no ha sido conferida a ningún obispo por la Santa Sede.
Existe también la diócesis de Teodosiópolis de Armenia de rito latino.

## Episcopologio
- Giuseppe Hadji Tavitian † (30 de abril de 1850-9 de octubre de 1853 falleció)
- Giovanni Selvian † (10 de julio de 1855-3 de junio de 1865 falleció)
- Stefano Melchisedekian † (18 de mayo de 1866-12 de noviembre de 1889 renunció)
- Garabet Ktchourian † (23 de septiembre de 1890-septiembre de 1910 renunció)
- Giuseppe Melchisedekian † (27 de agosto de 1911-23 de enero de 1920 falleció)[8][9]

### Eparcas titulares
- Sede vacante, desde 1972